# Matías León Carrera
José Matías León Carrera, más mencionado como J. Matías León (Lima, 24 de febrero de 1865-Lima, 19 de mayo de 1939) fue un abogado, magistrado y político peruano. Fue senador por San Martín, ministro de Justicia, Instrucción y Culto (1909-1910); ministro de Fomento y Obras Públicas (1919); y ministro de Justicia, Instrucción, Culto y Beneficencia (1929-1930).

## Biografía
Hijo de José Mercedes León Carrillo y Rosa María Carrera Tirado. Su padre fue magistrado de la Corte Suprema.  Su tío abuelo Matías León fue también un célebre magistrado y político.
Cursó estudios en el Instituto de Lima, que dirigiera José Granda Esquivel. Muy joven aún, se enroló en el ejército de reserva al estallar la guerra con Chile y actuó en la defensa de Lima. Luchó en la batalla de Miraflores y en la defensa del reducto de La Calera, en enero de 1881. Luego ingresó a la Universidad Nacional Mayor de San Marcos, donde se recibió de abogado en 1888, y se doctoró en Jurisprudencia.
Abrió su bufete en Lima y llegó a ser considerado como uno de los abogados más prestigiosos de la capital peruana. Sus más recurrentes clientes fueron los miembros de la colonia italiana.
Laboró también en el Poder Judicial. Fue adjunto durante varios años de los fiscales supremos; presidente de las Juntas Departamentales; y vocal de la Corte Suprema en 1929. Ejerció también el decanato del Colegio de Abogados de Lima, en 1914.
En 1907 fue elegido senador por el departamento de Madre de Dios, mandato que ejerció hasta 1912, durante los gobiernos de José Pardo y Barreda y Augusto B. Leguía. En 1910 fue segundo vicepresidente del Senado. Según Neptalí Benvenutto, no obstante su lúcida inteligencia, carecía de cualidades tribunicias, siendo de temperamento más bien moderado y tranquilo en medio de las tormentosas discusiones parlamentarias.
El 30 de setiembre de 1908 fue seleccionado por el Congreso como uno de los miembros de la Junta Nacional Electoral, en representación del Partido Civil.
El 6 de junio de 1909, durante el primer gobierno de Augusto B. Leguía, asumió como ministro de Justicia, Instrucción y Culto, formando parte del gabinete presidido por Rafael Villanueva, que desató la represión luego del intento golpista del mes de mayo. De su gestión se destaca el inicio de la reforma de las universidades menores, respetando el principio orgánico de la autonomía.
Formó parte del grupo de ciudadanos que se reunieron el 6 de enero de 1912 en el Colegio Santo Tomás de Aquino para conformar el Partido Civil Independiente, disidente del Partido Civil y en franca oposición al gobierno de Augusto Leguía. Este grupo intentó unificar a la oposición y lanzar una candidatura de unificación en 1912, sin conseguirlo.
En agosto de 1919, iniciado el segundo gobierno de Leguía (conocido después como el Oncenio), juró como ministro de Fomento y Obras Públicas, integrando el gabinete ministerial presidido por Melitón F. Porras.
El 12 de octubre de 1929, al conformarse un nuevo periodo presidencial de Leguía, juró como ministro de Justicia, Instrucción, Culto y Beneficencia, integrando el gabinete presidido por Benjamín Huamán de los Heros.